# 龙山街道 (芜湖市)
龙山街道，是中华人民共和国安徽省芜湖市鸠江区下辖的一个乡镇级行政单位。

## 行政区划
龙山街道下辖以下地区：
天门山社区、永丰社区、龙山社区、上闸社区、双闸社区、东梁社区、红光社区、向阳社区、红星社区、大圣社区、和平社区、红旗社区、四垾社区、保顺社区、龙湖社区、祥瑞社区、凤凰城社区和翡翠湾社区。